# Olcay Şahan
Olcay Şahan (Düsseldorf, 1987. május 26. –) török válogatott labdarúgó, jelenleg az Afjet Afyonspor játékosa.

## Sikerei, díjai
Beşiktaş
- Török labdarúgó bajnok (2): 2015–16, 2016–17[1]

## Fordítás
- Ez a szócikk részben vagy egészben  az   Olcay Şahan című angol Wikipédia-szócikk fordításán alapul.  Az eredeti cikk szerkesztőit annak laptörténete sorolja fel. Ez a jelzés csupán a megfogalmazás eredetét és a szerzői jogokat jelzi, nem szolgál a cikkben szereplő információk forrásmegjelöléseként.